# Surf City
Surf City es un pueblo ubicado en el condado de Pender en el estado estadounidense de Carolina del Norte. La localidad en el año 2000, tenía una población de 1.393 habitantes en una superficie de 2.6 km², con una densidad poblacional de 128 personas por km². 

## Geografía
Surf City se encuentra ubicado en las coordenadas 34°25′41″N 77°32′36″O / 34.42806, -77.54333. Según la Oficina del Censo, la localidad tiene un área total de 13,7 km² (5,3 mi²), de la cual 10,9 km² (4,2 mi²) es tierra y 2,8 km² (1,1 mi²) (20.4%) es agua.

### Localidades adyacentes
El siguiente diagrama muestra a las localidades en un radio de 28 kilómetros (17,4 mi) de Surf City.

## Demografía
En el 2000 la renta per cápita promedia del hogar era de $40.521, y el ingreso promedio para una familia era de $48.854. El ingreso per cápita para la localidad era de $25.242. En 2000 los hombres tenían un ingreso per cápita de $36.600 contra $30.000 para las mujeres. Alrededor del 15.40% de la población estaba bajo el umbral de pobreza nacional.